# Мейдоб
Мейдоб — голоценове вулканічне поле в суданському регіоні Дарфур, на південній окраїні Сахари. Це одне з кількох вулканічних полів в Африці, походження яких пояснюється активністю мантійних потоків (плюмів) та їх взаємодією зі структурами земної кори.
Вулканічне поле охоплює площу 100 на 50 кілометрів. Воно утворене лавовими потоками, що перекривали один одного, витікаючи із приблизно 700 жерл, переважно шлакових конусів. Тут зустрічаються лавові куполи, пірокластичні відклади та пірокластичні потоки. Малха, один з кратерів вулканічного поля, містить невелике озеро. Мейдоб складається з базанітів і трахітів. Він підіймається над тектонічним підняттям, відомим як Дарфурський купол.
Вулканічна активність у Мейдобі почалася 6,8 мільйонів років тому і тривала в голоцені, а востаннє виверження тут відбулося 4900 ± 520 років тому. Геотермальні прояви в регіоні відсутні, але легенди місцевих жителів свідчать про нещодавні випадки вулканічних вивержень Мейдобу.

## Назва
Назва "Мейдоб" походить з нубійської мови, в якій "пейда" означає "раб". В районі вулканічних пагорбів Мейдобу живуть представники народу мідоб.

## Географія і геоморфологія
Вулканічне поле Мейдоб лежить на території суданського штату Північний Дарфур. Поблизу нього розташовані містечка Бір-Харра, Ейн-Басоро і Малха, а за 220 км на південь-південний захід від Мейдоба розташоване місто Ель-Фашир. Окрім Мейдобу, у Північній Африці розташовані ще декілька вулканічних полів, зокрема Ель-Харудж, Ахаггар, Джебель-Марра та Тібесті, деякі з яких також входять до північно-східної вулканічної провінції.

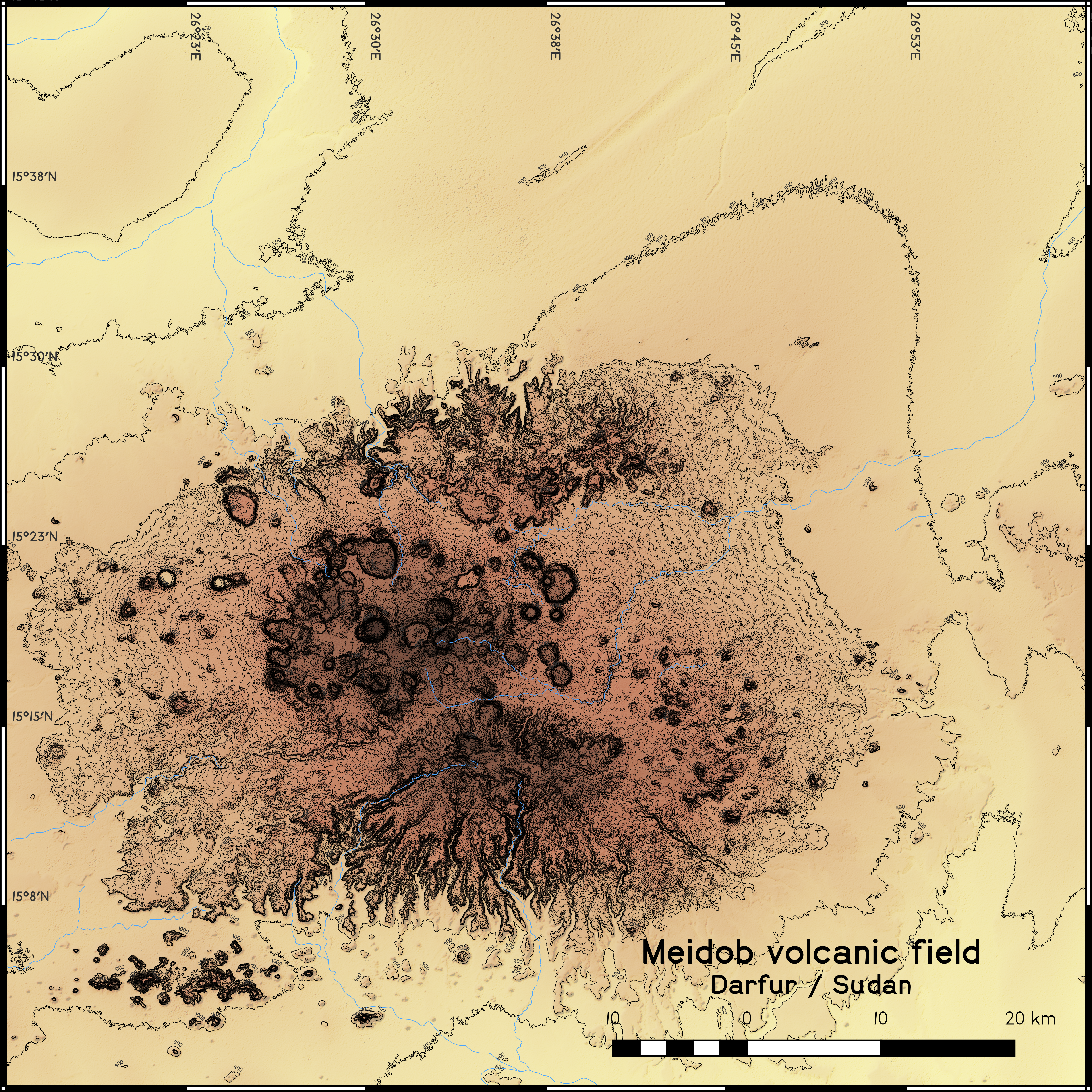
Топографічна мапа вулканічного поля Мейдоб

Мейдоб простягається із заходу на схід на 100 км, а з півночі на південь на 50 км. Він складається з вулканічних конусів і застиглих потоків лави, які утворюють масивне плато завтовшки 400 м посередині поля. Центральна область Мейдобу розташована на більшій висоті, ніж периферія, а її максимальна висота становить 1800 м над рівнем моря. Окрім конусів і лавових потоків, Мейдоб містить пірокластичні відклади та потоки. Подекуди зустрічаються ігнімбрити.
Потоки лави мають товщину від кількох метрів до кількох десятків метрів і досягають довжини понад 20 кілометрів. Добре збережені потоки мають поверхневі риси, характерні для аа-лави та лави пахоехое. Деякі лавові потоки утворюють лавові куполи, такі як Джебель-Арфінур і Джебель-Сірейр, які характеризуються овальними або круглими формами та стрімкими схилами.
Мейдоб містить понад 700 жерл, з яких витікала лава. Вони мають вигляд передусім шлакових конусів, а також лавових куполів, маарів, столових гір та туфових кілець. Шлакові конуси зазвичай заввшики близько 80 м і завширшки 500-1500 м біля основи. У шлакових конусах беруть початок багато лавових потоків.

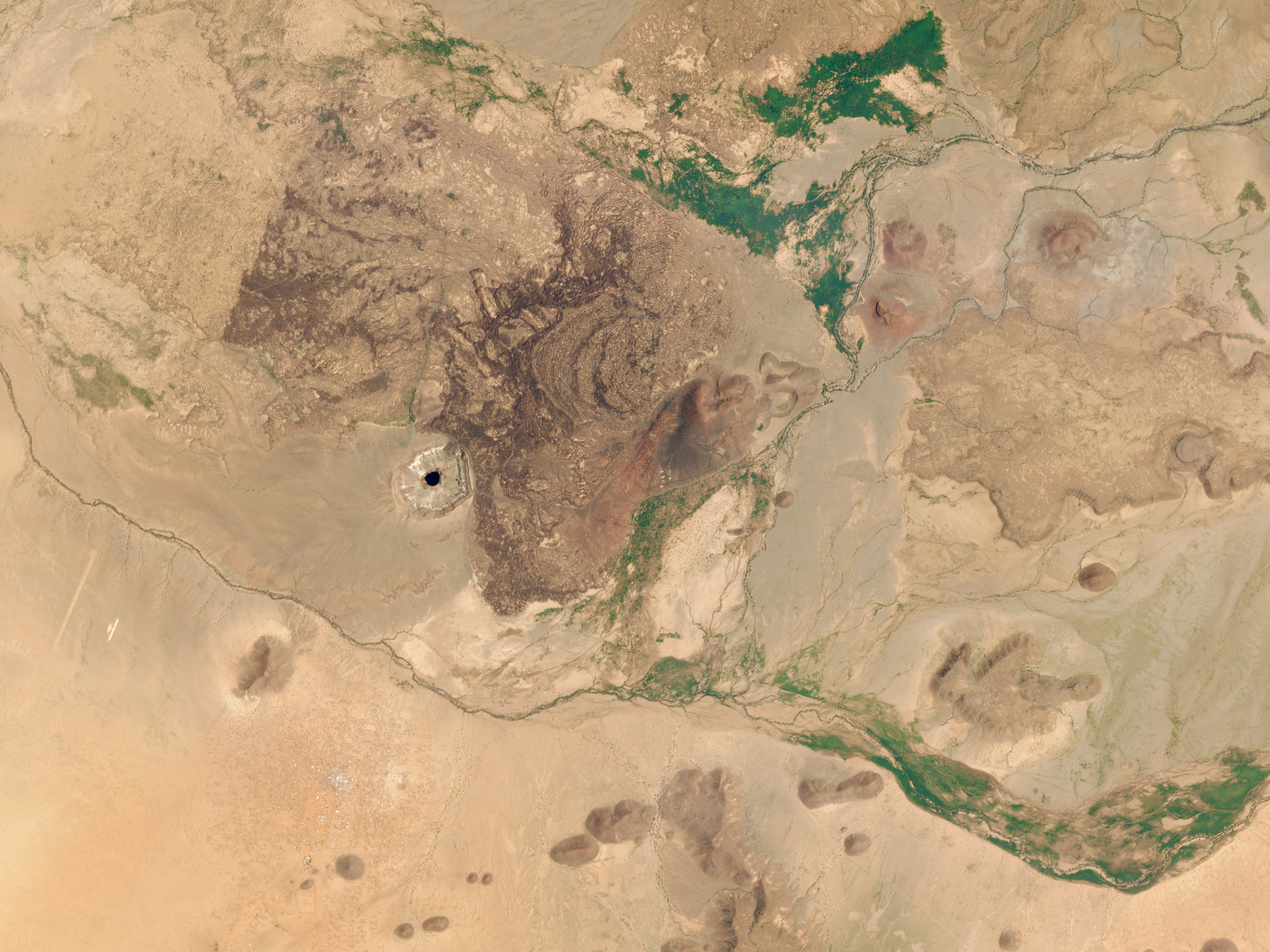
Південно-західний кут Мейдоба. Темна пляма справа від центру — озеро в кратері Малха

Вулканічне поле Мейдоб містить близько 30 маарів та кратерів, зокрема кратер Малха. Його глибина становить близько 150 м, а ширина — близько 1050 м. Кратер Малха заглиблюється у скелі фундаменту під вулканічним полем, і сам оточений валом заввишки до 30 м.
Посередині кратера Малха розташоване солоне озеро та кілька джерел, які живляться підземними водами. З північно-східної сторони у западину кратера вторгся потік лави з поля Джебель-Совідор. Окрім Малхи, на вулканічному полі Мейдоб є й інші глибокі та широкі кратери.

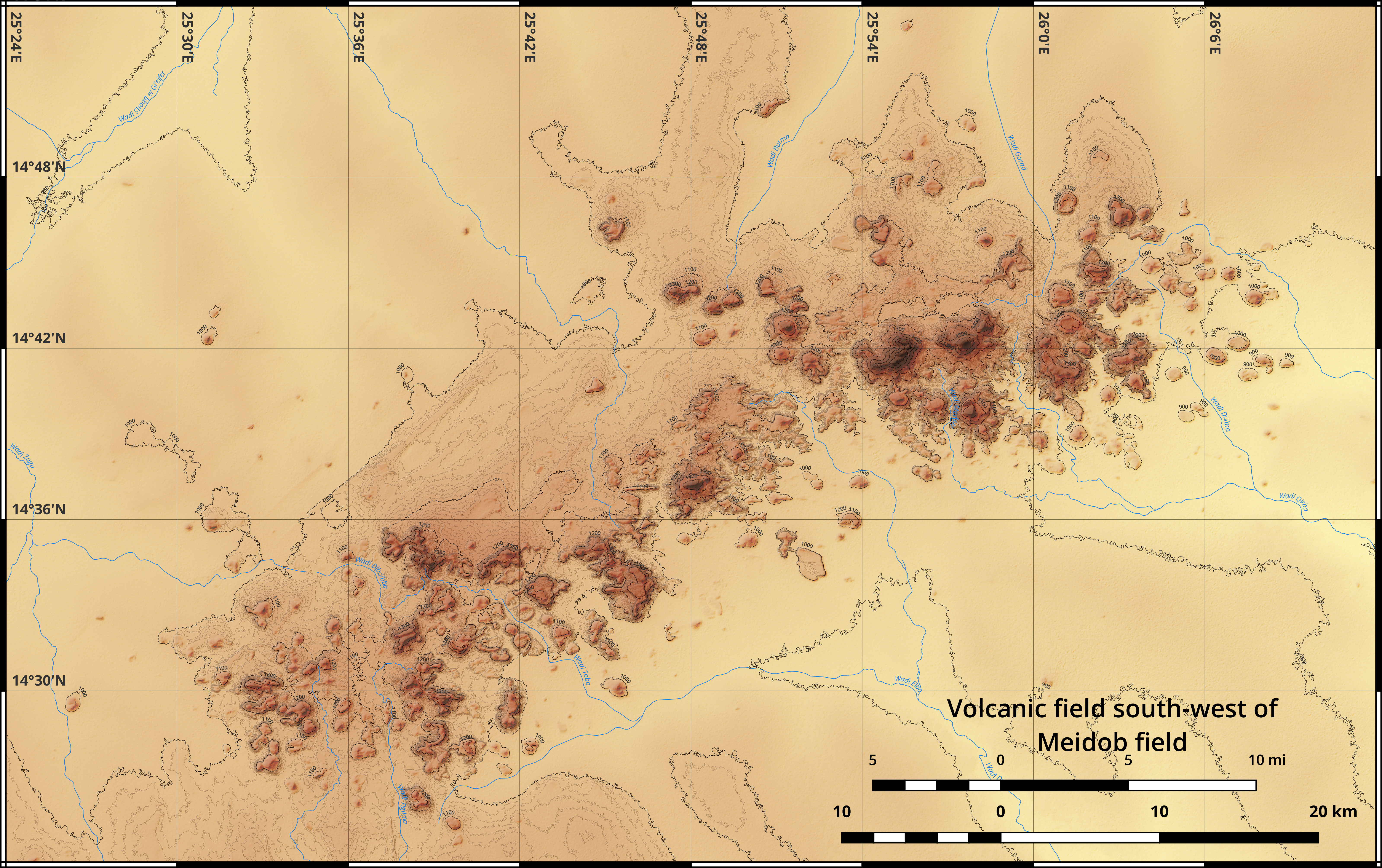
Топографічна карта південно-західної частини Мейдоба

### Гідрологія
З південно-західних та північних схилів Мейдоба водні потоки стікають у сезонні річки Ваді-Харра та Ваді-Магрур. У наш час більшість ваді, що стікають з Мейдоба на північний схід, такі як Ваді-Умм-Афаріт, губляться в пустелі Сахара, але у минулі вологі періоди вони досягали Ваді-Магрура. У свою чергу, Ваді-Магрур впадає у Ваді-Ховар, а в її гирлі розвинені водно-болотні угіддя.

## Геологія

### Походження
За вулканічні процеси у Північній Африці відповідають мантійні потоки та рифтогенез. У випадку вулканічних полів Дарфурського купола, таких як Джебель-Марра, Мейдоб і Кутум, найбільш імовірною причиною їх виникнення є плюми. Вулканічні процеси, викликані цим потоком, більше залежать від тектонічного напруження, ніж від повільного руху Африканської плити, що пояснює, чому вулканізм почався між Маррою та Мейдобом, а потім продовжився на цих двох полях, які знаходяться на протилежних сторонах купола.
Альтернативною причиною утворення вулканічного поля Мейдоб також був запропонований внутрішньоконтинентальний геологічний трійник, але ця версія була відкинута через відсутність підтверджуючих доказів. Інше припущення включає наявність лаколітів. Вулканізм в інших місцях Північно-Східної Африки також пов'язують з рифтом Червоного моря та Афарською гарячою точкою.

### Геологія Мейдоба
Джебель-Марра та Мейдоб лежать над тектонічним підняттям, відомим як Дарфурський купол, який складається з різних докембрійських магматичних та метаморфічних порід, неопротерозойських зелених сланців та палеозойсько-мезозойських пісковиків, зокрема нубійських пісковиків. Ці породи перекриті молодими вулканічними породами, але вулканічні виверження винесли великі блоки порід фундамента на поверхню, а у кратерах, таких як Малха, зустрічаються відслонення давніх порід.
Голоценові вулканічні поля Мейдоб та Марра молодші за пагорби Джебель-Кусса і Тагабо, які утворилися у олігоцен-плейстоцені і міоцені відповідно. Ерозія оголила їх субвулканічні породи. Найдавніша вулканічна активність у регіоні була датована 36 мільйонами років тому в Джебель-Куссі.
Тектонічні лінеаменти відповідають за положення жерл і сухих долин Мейдобу. Ці структури мають північно-східно-південно-західне, східно-західне та північно-західно-південно-східне спрямування, у порядку зменшення важливості. Лінеаменти були активними в різний час, що вказує на зміни в регіональному полі тектонічних напружень.

### Склад
Вулканічне поле Мейдоб складається з базальтів, базанітів, гаваїтів, бенмореїтів, магерітів, фонолітів та трахітів — цілого ряду лужних гірських порід. У продуктах виверження зустрічаються ксеноліти. Також у породах Мейдобу зустрічаються кристалічні вкраплення егіринів, амфіболів, анортоклазів, авгітів, біотитів, ульвошпінель-магнетитів, нефелін-олівінів, авгіт-діопсид-піроксенів, санідинів та інших мінералів.
Загальний об'єм вивержених порід становить близько 1400–1800 км³,, які вивергалися зі швидкістю 0,2–0,5 км³ на тисячу років. Серед них переважають потоки базальтової та базанітової лави. Пірокластичні потоки та лавові потоки, що складаються з фонолітів і трахітів утворюють "куполові потоки", зосереджені в центральній частині вулканічного поля. Молоді потоки характеризуються більш різноманітним мінеральним складом, ніж давні.
Базаніт є продуктом мантійних розплавів, які можуть включати літосферний компонент. Процеси фракціонування в глибоких магматичних камерах, асиміляція матеріалів земної кори та інші процеси були використані для пояснення генезису диференційованих магм від базанітової до базальтової та гаваїтової лави. 

## Клімат і екологія
Середньорічні температури в районі кратера Малха коливаються від 21 до 29 °C. Оскільки Мейдоб розташований на південній межі Сахари, поблизу Сахеля, середньорічна кількість опадів в Малсі становить 170 мм, більшість з яких випадають влітку. У ранньому голоцені, 6-12 тисяч років тому, під час африканського вологого періоду, опадів в регіоні випадало значно більше.
Лавові поля здебільшого є безплідними кам'янистими масивами. Рослинний покрив вулканічного поля Мейдоб представлений травами та чагарниками. Уздовж ваді та у деяких кратерах зустрічаються рідколісся.

### Історія вивержень
Вік найдавніших вулканічних порід Мейдобу був датований за допомогою калій-аргонової радіометрії, яка дала вік 6,8 ± 0,2 і 6,5 ± 0,2 мільйонів років тому. У Джебель-Сірейфі час найбільш ранніх вивержень становить від 1,3 ± 0,4 до 0,6 ± 0,2 мільйона років тому. Вулканізм спочатку мав форму викидів лави, а пізніше, під час пліоцену та голоцену, тут переважали пірокластові та лавові потоки.
Протягом голоцену вулканічне поле Мейдоб було активним. За допомогою методів термолюмінесценції та тефрохронології було виявлено час серій вивержень:
- від 14600 ± 6600 до 12200 ± 3300 років тому
- 10100 ± 1400 років тому у кратері Малха[44]
- від 8000 ± 1600 до 7200 ± 720 років тому
- 6170 ± 1450 років тому
- можливо, 5070 та 5020 років тому
- 4900 ± 520 років тому[10][11]

Одне з цих недавніх вивержень мало інтенсивність, аналогічну Плінієвому виверженню, а деяким з них був призначений індекс вулканічної активності 4.
Фумароли на вулканічному полі відсутні, а щодо існування гарячих джерел немає однозначних свідчень. Однак у мідобів існують легенди, в яких згадується, що багато поколінь тому у кратері Малха спалахнув вогонь, а рівень води в озері змінився, що супроводжувалося звуками. Ці легенди можуть відображати недавню вулканічну активність.

### Невулканічна історія
У вулканічному полі Мейдоб, окрім вулканічних, активно відбувалися також еолові та водно-ерозійні процеси, які призвели до формування великих осадових чохлів, особливо на окраїнах Мейдоба. Від центра вулканічного поля тягнеться ряд радіальних ваді, по яким після раптових дощів тече вода, транспортуючи осад та плаваючу пемзу. Вітри приносять відклади, які осідають на старих лавових потоках. Однак через молодість багато вулканічних форм рельєфу Мейдоба незначно еродовані.
Протягом раннього та середнього голоцену в кількох кратерах містилися озера. Деякі з них були заселені прісноводними черепашками, які залишили по собі діатомітові відклади. Озера почали формуватися у Мейдобі приблизно 12 100 років тому, а озеро в кратері Малха сформувалося 8290 років тому. Озеро Малха періодично висихало, частково або повністю, перший раз — близько 7000 років тому, а другий — 2300-2200 років тому. Наразі озеро існує лише в кратері Малха.

## Використання людьми
Вулканічне поле Мейдоб, ймовірно, використовувалося людьми як джерело обсидіану, а представники народу фур добували в кратері Малха сіль. Представники народу мідоб використовували цей кратер як оазу та джерело води .